# 3676 Hahn
3676 Hahn eller 1984 GA är en asteroid i huvudbältet som upptäcktes den 3 april 1984 av den amerikanske astronomen Edward L.G. Bowell vid Anderson Mesa Station. Den är uppkallad efter astronomen Gerhard Hahn.
Asteroiden har en diameter på ungefär 4 kilometer.